# Falsa semina
La falsa semina è un'antica tecnica agronomica oggi recuperata, in certi casi, in agricoltura biologica.
Consiste sostanzialmente nel preparare il letto di semina, e nell'irrigarlo, come se si effettuasse una normale semina, ma in realtà senza seminare.
In questo modo si va a stimolare la germinazione dei semi delle piante infestanti presenti nel terreno, successivamente eliminate con un'operazione meccanica (l'erpicatura), tramite l'erpice strigliatore.
Oggi questa tecnica viene comunemente adottata ad esempio nella coltivazione del riso biologico.